# Дворніков Орест Васильович
Дворніков Орест Васильович — радянський і український лікар-рентгенолог, поет.

## Дитинство, юність
Батьки Ореста Васильовича Дворнікова — Василь Прохорович Дворніков і Ксенія Яківна Деркач — корінні жителі Херсона. Батьки Ксенії, особливо мати Олександра, були категорично проти цього шлюбу. Знаючи, що не отримують благословення, молоді втікають з дому до Тирасполя, де вінчаються у 1912 р.
20.06.1915 року в Одесі народився син Григорій, а в 1916 році через рік і 7 місяць — син Орест. Ім’я дали за рекомендаціями хрещеного батька — грека, з яким батько Василь Прохорович працював та товаришував.
У 1918 р. сім’я повертається до Херсона.
В 1922 р. в Херсоні був сильний голод. При сприянні Комітету допомоги голодуючим Василь Прохорович з родиною переїжджає до Кам'янець-Подільського, де було трохи ситніше.
У 1923 році родина повернулась та оселилась по вул. Декабристів №40.
У 1924 році настав час записувати до школи старшого сина (до школи тоді брали з 9 років) то і Орест почав збиратися разом із ним. 1 вересня мама повела їх у школу № 6. Він дуже старався й вчився добре. Бачачи його старанність і добру успішність, його залишили у школі, порушуючи Закон про віковий ценз. Так зі старшим братом він переходив із класу в клас і успішно закінчив 7 класів.
У 1931 році після закінчення школи поступив до ФЗУ (школа фабрично-заводського учнівства) при заводі ім. Петровського за спеціальністю токар по металу, також одночасно навчався на робітничому факультеті.
У 1935 р. після закінчення робфаку Орест вступив до Одеського інституту інженерів водного транспорту, та невдовзі після умовлянь друзів перевівся до Одеського медичного інституту, про що ніколи не пожалкував. І саме в медичному інституті зустрів своє перше та єдине кохання — Олександру Парфентіївну Литвиненко
У 1937 р. вони одружилися.
У 1938 р. народилася донька Елеонора.

## Бухенвальд
У 1940 р. після закінчення інституту молоді фахівці повернулися до Херсона. У грудні того ж року Ореста взяли до армії для проходження термінової служби. Після навчання у Києві Ореста направляють до частини у посаді лікаря окремого інженерно-саперного батальйону 215-ї мотострілецької дивізії 5-ї армії Південно-Західного фронту.
22 червня 1941 р. на Західному кордоні страшним громом зустрів війну: бомбуванням з повітря та шквальним артилерійським вогнем.
У жовтні-листопаді 1941 р. Орест разом із групою з 12—15 осіб вирвалися з оточення, намагалися перейти лінію фронту. Але їм довелося пробиратися вже по окупованій території.
25 лютого 1943 р. у складі патріотичної групи був заарештований.
З лютого по травень 1943р. Орест та його соратники по патріотичній групі знаходилися у в’язниці.
З травня по вересень 1943 р. Дворнікова перевели в сільгосптабір для військовополонених «Тернова Балка».
У вересні 1943 р. при наближенні фронту усіх полонених погрузили в товарні вагони та відправили до концтабору Бухенвальд. Там він став в’язнем №2644521.
У жовтні 1943 р. Орест спочатку був спрямований у каменоломню Штайнбрух, а потім завдяки клопотам підпільного комітету, Орест починає працювати в табірному госпіталі — розташованому у блоці №6, спочатку санітаром, але невдовзі за спеціальністю: лікарем. Звертались до госпіталю військово полонені будь-якої національності і Дворніков відносився до всіх однаково, не роблячи винятків співвітчизникам чи друзям: в розрахунок бралися тяжкість хвороби або обставини.
У 1945 році серед охоронців в’язнів у Ванслебене було всього 3—5 % есесівців, інші мирні люди Німеччини, взяті при тотальній мобілізації, якщо вони хворіли, то зверталися до єдиного лікаря-в’язня. І він їм теж допомагав, як лікар-гуманіст.
11 квітня 1945 р. у Бухенваліді почалося збройне повстання.
13 квітня в супроводі американців в’язні із Ванслебене прийшли до визволеного Бухенвальду.
У червні 1945 р. медики останніми залишали табір і Орест направився додому на батьківщину.

## Повоєнний час
На початку 1946 р. Дворніков із родиною переїхав до Кіровограда, там він влаштувався на посаду лікаря танкового училища. Невдовзі мала народитися друга дитина.
19 липня 1946 р. прямо на вулиці його заарештував капітан КДБ, довгий час родині нічого не повідомляли. Через декілька місяців стало відомо, що його направили до Херсонської в’язниці.
Через 3,5 роки йому дозволили побачитися з родиною, і Орест вперше побачив свою другу доньку Алісу.
Незабаром його перевели на декілька місяців до Миколаївської колонії, а звідти до Сибіру, в Кемеровську обл., м. Баім. Там він рік пропрацював на лісоповалі.
З вересня 1951 р. по жовтень 1954 працював в табірній лікарні лікарем-терапевтом та рентгенологом у м. Маріїнське Кемеровської обл..
У грудні 1954 р. повернувся до рідної сім’ї, та влаштувався на роботу лікарем-інфекціоністом в міську інфекційну лікарню м. Херсон. Протягом року йому з родиною доводиться переїхати до Кіровограду (батька дружини паралізувало). Там він влаштовується рентгенологом в облтубдиспансер, потім він переходить на посаду завідувача обласної флюорографічної станції.
Через 14 років повернулися до Херсона, куди Олександру Парфентіївну запросили на посаду головного лікаря міської санепідемстанції. А Орест знову повернувся до інфекційної лікарні на посаду лікаря рентгенолога, де пропрацював більше 40 років.
Помер Орест Дворніков 4 лютого 2000 року, похований поруч із дружиною Олександрою на старому Комишанському кладовищі.

## Творчість О. Дворнікова
1. Сон (12.01.1941)
2. Товарищ, верь! (май 1944)
3. Катюша (май 1944)
4. Моїй любій дружині! (листопад 1944)
5. Внуки (жертвам Бухенвальда посвящается) (30.04.1944)
6. Моей семье (1954)[4].
7. Листья опавшие (своим друзьям) (май 1945)
8. Шурочке в День рождения (02.04.1952)[5].